# KWrite

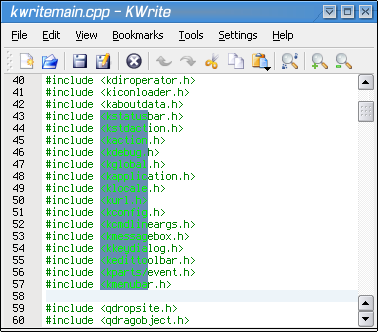
A screenshot illustrating block selection mode

KWrite是一個輕量級、簡單的文字編輯器。

## 功能
- 輸出為HTML、PDF、PostScript格式
- 區塊選擇模式（見截圖）
  - 可以使用快捷键"Ctrl+Shift+b"在行选择模式和区块选择模式之间进行切换；不过该功能只能进行简单的选择、复制、剪切、粘贴以及删除等操作，却不能对选择的文本进行编辑。而GNU/NotePad++在这方面做的很好。
- 語法摺疊
- 書籤
- 語法高亮度顯示
- 編碼選擇
- 換行模式選擇(Unix、Windows、Macintosh）
- 字碼補齊

## KParts技術
在KDE 2.x中，KWrite沒有使用KPart技術，一個可嵌入一個程式到另一個應用程式的技術。之後，KWrite被重寫以使用這種技術。預設的文本編輯器元件為Kate，但用戶也可以選擇使用其他的編輯器元件。

## 外部連結
- Homepage of KWrite
- Handbook （页面存档备份，存于）